# Бертя (комуна)
Бертя (рум. Bertea) — комуна у повіті Прахова в Румунії. До складу комуни входять такі села (дані про населення за 2002 рік):
- Бертя (3242 особи)
- Луту-Рошу (200 осіб)

Комуна розташована на відстані 89 км на північ від Бухареста, 34 км на північ від Плоєшті, 51 км на південний схід від Брашова.

## Населення
За даними перепису населення 2002 року у комуні проживали 3442 особи.
Національний склад населення комуни:
| Національність | Кількість осіб | Відсоток |
| -------------- | -------------- | -------- |
| румуни         | 3441           | > 99,9%  |
| угорці         | 1              | < 0,1%   |

Рідною мовою назвали:
| Мова      | Кількість осіб | Відсоток |
| --------- | -------------- | -------- |
| румунська | 3441           | > 99,9%  |
| угорська  | 1              | < 0,1%   |

Склад населення комуни за віросповіданням:
| Релігія                             | Кількість осіб | Відсоток |
| ----------------------------------- | -------------- | -------- |
| православні                         | 3336           | 96,9%    |
| бретрени                            | 91             | 2,6%     |
| адвентисти                          | 10             | 0,3%     |
| лютерани (Аугсбурзького сповідання) | 4              | 0,1%     |
| реформати                           | 1              | < 0,1%   |